# Ekholmen, Linköping

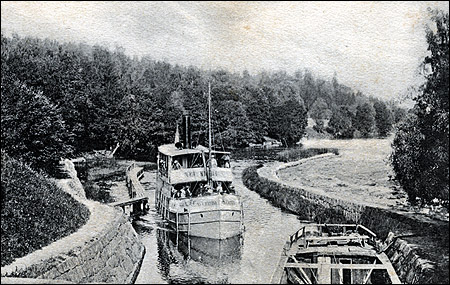
S/S Nya Kinda på Kinda kanal, mellan 1996 och 1903

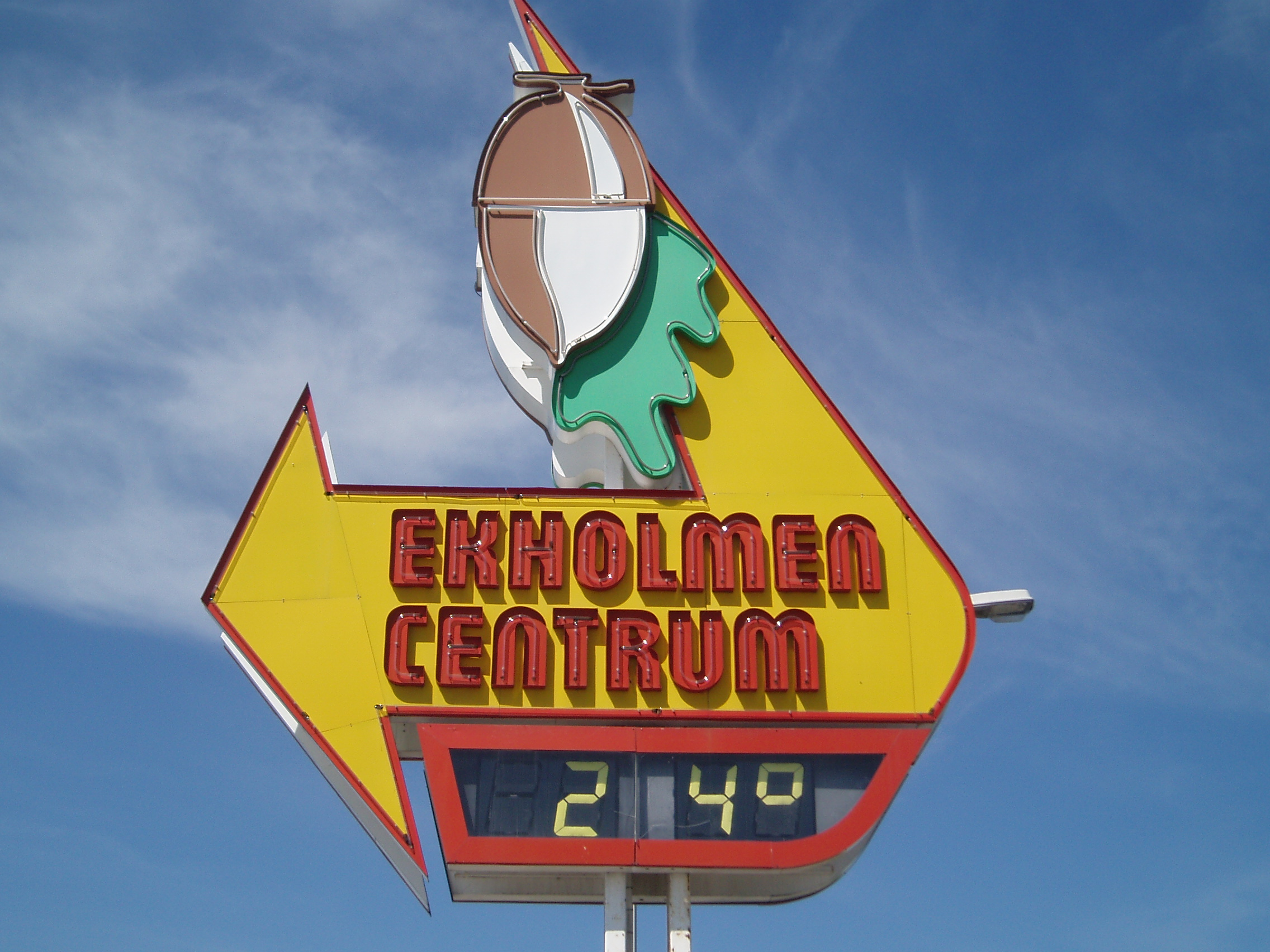
Skylt utanför Ekholmens centrum, borttagen år 2009

Ekholmen är en stadsdel i södra Linköping, Östergötland. Området byggdes i början av 1970-talet, på mark tillhörande främst gårdarna Blästad gård och Ekholmen, och tillhör Landeryds församling. Området har ett köpcentrum kallat Ekholmen centrum med exempelvis matvarubutiker, Systembolag, pizzeria, Lindex och apotek. 
Vid köpcentret ligger Sankt Hans kyrka (invigd 1973). Fun SkatePark ligger vid områdets högstadieskola, Ekholmsskolan. Ekholmen består såväl av villabebyggelse som radhus och hyreslägenheter. Ekholmen var en del av miljonprogrammet.
Ekholmen gränsar till stadsdelarna Johannelund, Hjulsbro, Ullstämma, Vidingsjö, Berga och Vimanshäll.

## Historik

### Tidig historia
Från början låg det en by, som bestod av ett antal gårdar, där Ekholmen idag ligger. Byn hette Qvinneby och namnet finns redan omnämnt 1412. 1647 upprättade  Magnus Drake, som ägde de flesta hemmanen,  ett frälsesäteri där med namnet Ekholmen.

### 1900-tal och bebyggelsen tar fart
År 1901 förvärvade Föreningen Egna Hem i Motala Ekholmens egendom för att stycka upp gården i ett stort antal bostadsegnahem och jordbruksegnahem. Huvudgården behöll en större areal.
Ekholmen gård köptes av  Linköpings kommun 1961, då den sista ägandefamiljen flyttade. Ladugården brändes ned av brandkåren 1964 och övriga byggnader revs. Hyreshus byggdes på ägorna och 1972 var Ekholmen färdigt.
År 1967 började bebyggelsen ta form, då hyreshusen längs med Järdalavägen byggdes. Således bosatte sig fler människor i området Ekholmen i takt med ökad bebyggelse. 1976 byggdes Blästadsskolan, en låg- och mellanstadieskola. Vidare finns en till låg- och mellanstadieskola; Fredriksbergsskolan, samt en högstadieskola; Ekholmsskolan. Ekholmsskolan invigdes i maj 1977. Bredvid Ekholmsskolan finns "Fun skatepark", invigd år 2003. Under 2021 påbörjades en ombyggnation av skateparken i syfte att utvidga den, vilket beräknas vara klart i maj 2022. 
I centrum av Ekholmen finns ett köpcentrum "Ekholmens centrum" som invigdes den 31 augusti 1972. Centrumet rymmer flera butiker, däribland livsmedelsbutikerna ICA och Willys. 1973 invigdes Sankt Hans kyrka, tillhörande Landeryds församling. Namnet Sankt Hans kommer från evangelisten Sankt Johannes. I centrumet finns även en tandläkarklinik. Vidare finns det en vårdcentral i stadsdelen. 
I stadsdelen finns fotbollsplaner, gräs och konstgräs vilket heter "Fredriksbergs IP". Planerna är hemmaplan för BK Kenty, grundat 1932.  

## Bildgalleri

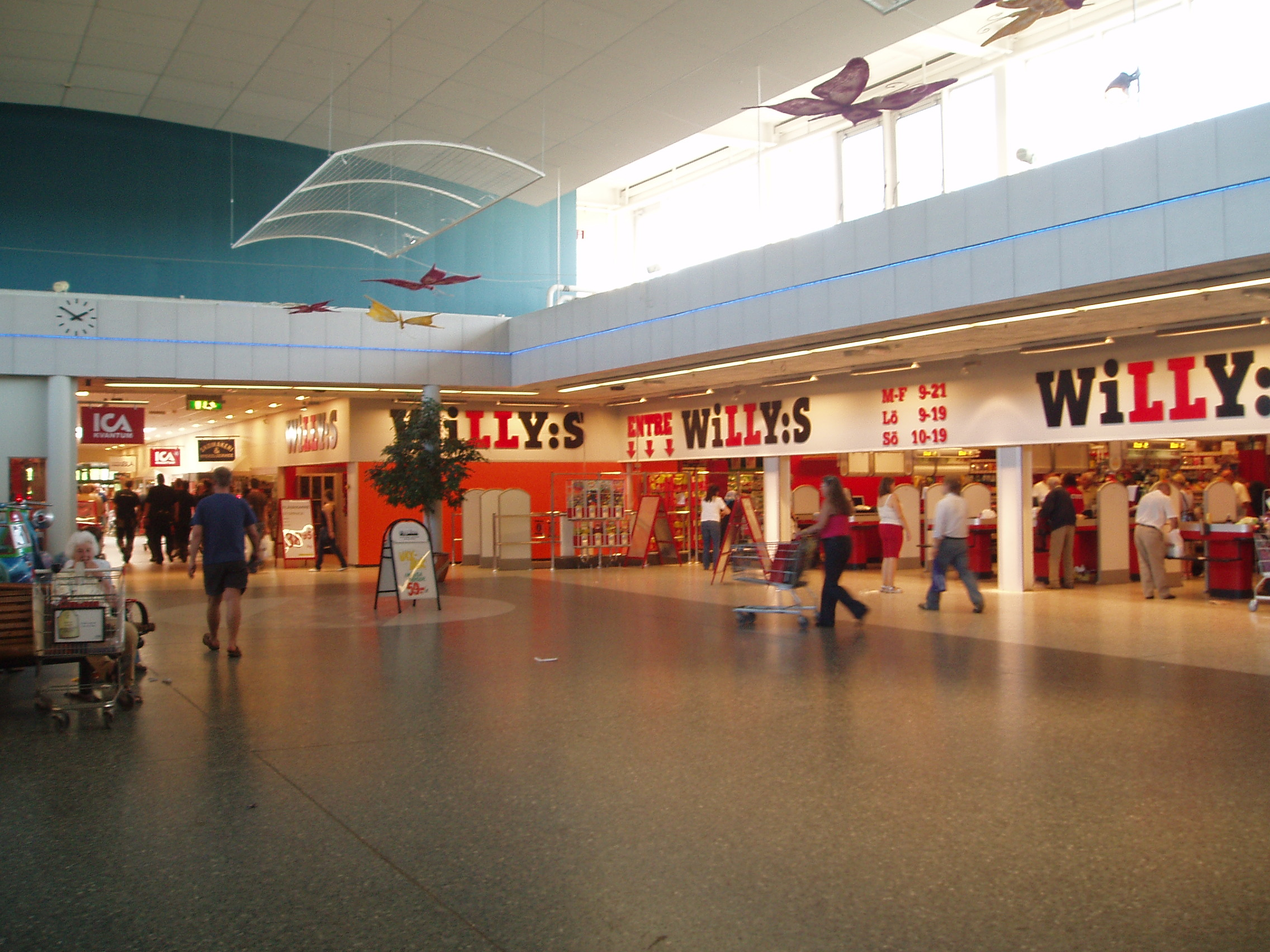
Inuti Ekholmens centrum.
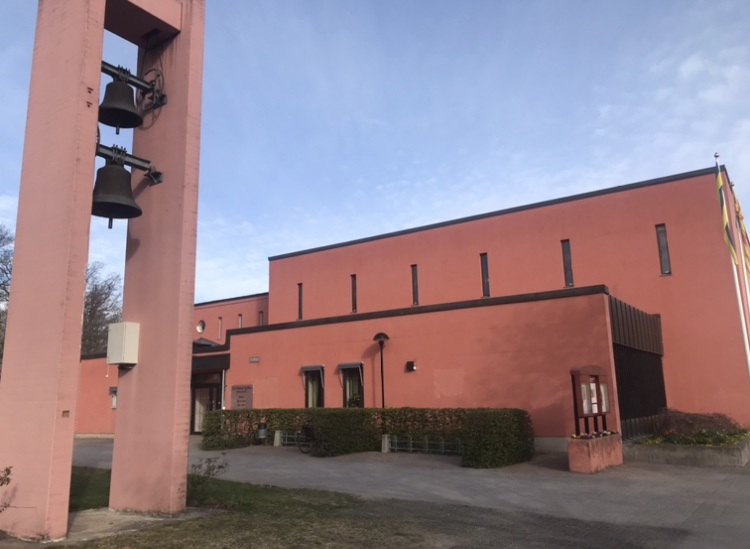
Sankt Hans kyrka.